# Bécc Bairrche mac Blathmaic
Bécc Bairrche mac Blathmaic (mort en 718) est un roi d'Ulaid issu du Dal Fiatach. Il est le fils de Máel Cobo mac Fiachnai (mort en 647), un précédent souverain. Il règne de 692 à 707. Son surnom Bairrche est une référence à la région des montagnes de Mourne dans le sud de l'actuel comté de Down. Ce type de surnom est peut-être lié à sa région de naissance ou à son éducation en fosterage en connexion avec les Uí Bairrche  du Leinster.

## Biographie
Le Dal Fiatach domine la royauté régional d'Ulster de 637 à 674. Les inextricables faides familiales sont une constante des dynasties de cette époque. Le grand-père de Bécc, Máel Cobo mac Fiachnai avait été tué par son neveu, Congal Cennfota mac Dúnchada en 647. En 674, Congal, le nouveau roi d'Ulaid, est lui-même tué par Bécc qui devient ainsi le souverain du  Dál Fiatach. Il n'acquiert cependant la souveraineté sur l'Ulaid qu'en 692, après la mort de Fergus mac Áedain de la lignée rivale des Uí Echach Cobo qui appartenait à la dynastie du Dál nAraidi. 
L'Ard ri Erenn Fínnachta Fledach du Síl nÁedo Sláine, qui avait épousé la fille de Congal dénommée Conchenn, avait de ce fait une animosité personnelle contre Bécc. Son offensive est déjouée par Bécc qui pénètre dans le domaine des Ui Neill du sud et inflige une défaite à l'Ard ri à 679.
En 692, Bécc est devenu le roi d'Ulaid et, en 697, il est l'un des souverains qui garantissent le Cáin Adomnáin (en) promulgué par Adomnán) lors du synode de Birr. Dès 691 des troupes de guerriers du  Dál Riata dépouillent les Cruithnes, c'est-à-dire le Dál nAraidi et les Ulaid, c'est-à-dire le Dál Fiatach. Des troupes de maraudeurs brittoniques sont ensuite actifs en Ulster pendant tout le début du VIIIe siècle. En 697, les Ulaids et les maraudeurs Brittoniques dévastent Mag Muirtheimne dans le comté de Louth, où sont implantées des tribus à la frontière de l'Ulidia, connues sous le nom de Conaille Muirtheimne. En 703 les Brittons et l'Ulaid s'affrontent lors de la bataille de Mag Cuilind dans la péninsule d'Ards. Le chef des ennemis brittoniques, connu comme le « fils de  Radgann », célèbre pour ses pillages d'églises, y est tué. Becc abdique en 707 et devient un peregninus. Il meurt en 718.

## Unions et postérité
Bécc Bairrche mac Blathmaic contracte plusieurs unions
1) Cacht fille de Mael Fuataig du Cenél nEógain qui lui donne 
- Cu Ri

2) Bé Bairrche fille de Cathal d'Ulaid
- Etercél
- Conchobar
- Dub dá Braine
- Dubthach roi du Dál Fiatach en 707  mort en 712
- Oengus roi du Dál Fiatach en 712 mort en 730

3) Lethan
- Cernach
- Rimid

4) Connchenn la veuve de Finnachta Fledach qui est la mère de
- Áed Róin